# Pseudomarsipella
Pseudomarsipella es un género de foraminífero bentónico considerado un sinónimo posterior de Marsipella de la subfamilia Rhabdammininae, de la familia Rhabdamminidae, de la superfamilia Astrorhizoidea, del suborden Astrorhizina y del orden Astrorhizida. Su especie tipo era Marsipella cylindrica. Su rango cronoestratigráfico abarcaba el Holoceno.

## Discusión
Clasificaciones previas incluían Pseudomarsipella en el suborden Textulariina del orden Textulariida.

## Clasificación
Pseudomarsipella incluía a las siguientes especies:
- Pseudomarsipella cylindrica
- Pseudomarsipella funesta
- Pseudomarsipella gigantea
- Pseudomarsipella lima
- Pseudomarsipella spiralis